# Der gefährlichste Job Alaskas
Der gefährlichste Job Alaskas (Originaltitel: Deadliest Catch) ist eine US-amerikanische Dokumentarfilm-Fernsehserie, die seit dem Jahr 2005 von Original Productions für den Discovery Channel produziert wird. In Deutschland wird sie von den Sendern DMAX und Discovery Channel ausgestrahlt. Die Serie zeigt die Geschehnisse an Bord der Fischerboote in der rauen und gefährlichen Beringsee während der Fangsaison für Königskrabben (Paralithodes camtschaticus) und Schneekrabben (Chionoecetes bairdi und Chionoecetes opilio). Der Heimathafen der Fischerflotte ist Dutch Harbor auf der Aleuteninsel Unalaska in Alaska.

## Schiffe
- Aleutian Ballad
- Arctic Dawn
- Barbara J
- Big Valley
- Billikin
- Brenna A
- Cape Caution
- Cornelia Marie
- Early Dawn
- Erla-N
- Farwest Leader
- Fierce Allegiance
- Incentive
- Kiska Sea
- Kodiak
- Lady Alaska
- Lisa Marie
- Lucky Lady
- Maverick
- North American
- Northwestern
- Patrica Lee
- Ramblin’ Rose
- Retriever
- Rollo
- Saga
- Seabrooke
- Sea Star
- Southern Wind
- Summer Bay
- Time Bandit
- Trailblazer
- Vixen
- Western Viking
- Wizard

## Auszeichnungen
Die Serie wurde zweimal mit einem Emmy ausgezeichnet und fünf weitere Male nominiert. Der Komponist Bruce Hanifan wurde für die Serie zweimal mit einem BMI Film & TV Award ausgezeichnet.

## Trivia
In über 70 Folgen der Serie trat Phil Harris (1956–2010) als Kapitän seines Krabbenfangschiffs Cornelia Marie auf. Zu seinem Gedenken wurde eine Folge produziert, die ihn in besonderer Weise würdigen soll. Inhalt dieser Folge sind Ausschnitte aus allen Staffeln, an denen er beteiligt war.
- Einige der an der Produktion der Serie beteiligten Krabbenfischer sind frühzeitig ums Leben gekommen.
- Der Untergang der Destination, die während der Produktion der 13ten Staffel verunglückte, wurde später in der Doku-Serie In Seenot verarbeitet.[2]

Nick Mavar (1964–2024) gehörte zur Crew der Northwestern und trat in den Jahren von 2005 bis 2021 in 98 Folgen der Serie auf. Er verließ sie infolge eines Blinddarmdurchbruchs, der von einer Krebserkrankung begleitet war. Mavar starb am 13. Juni 2024 im Alter von 59 Jahren an den Folgen eines Herzinfarkts.